# محمد نفاع
محمد نفّاع (بالعبرية: מוחמד נפאע‏) (14 مايو 1940 - 15 يوليو 2021) هو أديب وسياسي فلسطيني وعضو كنيست سابق عن الحزب الشيوعي الإسرائيلي بقائمة الجبهة الديمقراطية للسلام والمساواة، من مواليد قرية بيت جن، شغل منصب المحرّر المسؤول لصحيفة "الاتحاد"، وأمين عام الحزب، توفي في 15 تموز\ يوليو عام 2021 عن عمر ناهز 82 عامًا.
ناشط من اجل حل الدولتين، وإنهاء سياسة الاحتلال والتمييز الإسرائيلي، ومناهض للخدمة العسكرية للدروز في الجيش الإسرائيلي. يعتبر أحد أبرز كتّاب القصة القصيرة في المشهد الأدبي الفلسطيني. بدأ الكتابة عام 1964، وترجمت قصصه إلى الروسية الإنجليزية والعبرية والفرنسية والإسبانية والألمانية، يكتب المقالة السياسية في صحيفة «الاتحاد» وفي عدة صحف عربية وعالمية.

## حياته
ولد محمد نفاع لأسرة ميسورة الحال من متوسطي الدخل في قرية بيت جن الجليلية التي ينتمي سكانها إلى الطائفة الدرزية. أنهى تعليمه الثانوي في مدرسة الرامة الثانوية، ومن ثم أكمل تعليمه في الجامعة العبرية في القدس بعد أن أنهى لقبه الأول في الأدب العربي والأدب العبري. خلال تعليمه الاكاديمي عمل في الزراعة، وانضم إلى الشبيبة الشيوعية حتى شغل منصب الأمين العام لاتحاد الشبيبة الشيوعية الإسرائيلي منذ 1971 حتى دخوله كعضو كنيست من قبل الجبهة في أوائل عام 1990، بدلاُ من عضو الكنيست توفيق زياد حتى نهاية دورة الكنيست في يونيو/حزيران عام 1992. بعد ذلك شغل منصب الأمين العام للحزب الشيوعي الإسرائيلي من عام 1993 وحتى عام 2002، ثمّ حلّ مكانه عضو الكنيست السابق عصام مخول.
في عام 2007، أعيد انتخابه أميناً عاماً للحزب الشيوعيّ الإسرائيلي، بعد أن أعلن عصام مخول عن عدم ترشيح نفسه مره أخرى.
في انتخابات الكنيست الثامنة عشرة، وضع في المكان المائة والسابع عشر في قائمه المرشحين عن حزب الجبهة، وفي الانتخابات التاسعة عشرة للكنيست، وضع مجدداً في مكان رمزي في القائمة، في المكان المائة والعشرين والأخير الخاتم للقائمة.

## نفّاع الأديب
تناول نفاع الكثير من المواضيع التي ترتبط ارتباطا وثيقا بالأرض، لدرجة عشقه الصوفي للأرض فقصصه الكثيرة كأصيلة وودية تتمحور حول هذا الموضوع، ونفاع يصف كل ذرة في التراب لدرجة يمكن القول أنه ترابي.
كذلك فإنّ نفاع برع في وصف سكان قريته بيت جن الدرزية، فيصف أعمالهم ومعتقداتهم وعاداتهم وتقاليدهم وغير ذلك.
تتسّم لغة نفاع في القصص بكونها قروية بسيطة وفي كثير من الأحيان محلية بفطرتها وانسيابها، فهي لغة الشعب البسيط التي تلائم الفلاحين والأرض، ولذلك نجده يورد الكثير من الأمثال الشعبية.
يذكر نفاع أيضا الأدوات المستعملة في الريف سواء كانت أدوات منزلية أو زراعية وكل هذه الأدوات تراثية.
يحمل نفاع في قصصه أبعادا إنسانية، فيوصف بأنه دائما يقف إلى جانب المسحوقين والمستضعفين ويدافع عنهم، وهو دائم التركيز على الصراع بين الفلاح والسلطة، وفي نهاية قصصه نجده متفائلا يدعو إلى التحدي والعزم، فكل معتقداته اليسارية نابعة من كونه عضوا فعالا في الحزب الشيوعي. ويقول نبيه القاسم بأنّ نفاع لم يدخل العمل الأدبي الّا بعد أن تمرس في الحزب الشيوعي.
كذلك فقد تناول نفاع المرأة في كتاباته ولم يقتصر دور المرأة على الفتاة بل على الأم والزوجة وتحتلّ المرأة مساحة واسعة في أدبه. وفي جميع الحالات كان موقفها انعكاسا للمجتمع الذي يعيش فيه الفلاحون. إضافة إلى ذلك، فقد تناول نفاع مواضيع أخرى تتعلّق بالتعصب العائلي والطائفي، ومواضيع أخرى تتعلق بالعمال.

### نفاع والشعر
ذكر نفاع في حوار معه بأنه يستمتع بقراءة الشعر وتذوقه ولكن محاولاته في كتابة الشعر قد فشلت مما دفعه لكتابة القصة القصيرة، ويرى في القصة القصيرة تعبيرًا عن همومه الذاتية.

## مؤلفاته
- «الأصيلة» (1975)
- «ودية» (1976)،
- «ريح الشمال» (1978)
- «كوشان» (1980)
- «أنفاس الجليل» (1998)
- «التفاحة النهرية» (2011)[10]